# Dactyloscopus heraldi
Dactyloscopus heraldi is een straalvinnige vissensoort uit de familie van de zandsterrekijkers (Dactyloscopidae). De wetenschappelijke naam van de soort is voor het eerst geldig gepubliceerd in 1975 door Dawson.